# Faith and the Muse
Faith and the Muse je undergoundová gothic / darkwave skupina sestávající ze dvou členů, Monicy Richards a Williama Faitha. Jsou známé především na gotické hudební scéně. Je těžké je zařadit k nějakému žánru, jejích hudba je «dark alternative», gothic rock, keltská hudba a jiné směry folklórní hudby. Zdrojem jejích textů často slouží irská mytologie.

## Historie
Monica Richards – hudebník, malíř, básník a filolog z Washingtonu. Monica poprvé potkala Williama Faitha v roce 1993, kdy její skupina «Strange Boutique» otevírala «Shadow Project» v Norfolku, stát Virginie. Před založením «Faith and the Muse» oba měli zkušenosti s gothickou a post-punkovou kulturou 80. let. Richards zpívala ve skupině «Strange Boutique», Faith vystupoval s gothic a death-rockovými skupinami «Christian Death», «Mephisto Walz» a «Sex Gang Children». V roce 1993 se Monica Richards přestěhovala do Los Angeles, kde skupina působí do dnes. 7
Své album "Elyria" napsali v březnu 1994. V roce 1995 skupina pokračovala albem "Annwyn, Beneath The Waves", které bylo vytvořeno na osnově velšské mytologie.
Jejích další album "Evidence od Heaven", zveřejněný v roce 1999, označil konec prvního působení skupiny. Zatím Faith and The Muse začali modernizovat své image a znění, což přivedlo k v roce 2003 nahraném albu "The Burning Season" – prvního jejích alba s Metropolis Records.
Po dobu posledních deseti let skupina aktivně vystupuje v Americe a centrální Evropě hlavně na alternativních festivalech jako je "Convergence" (gotický festival) a Whitby Gothic Weekend X" (v Anglii). Na koncertech vystupují jako plnohodnotná skupina s dalšími pozvanými hudebníky.

## Diskografie
- Elyria (1994)
- Annwyn, Beneath the Waves (1996)
- Live in Mainz (1997)
- Evidence of Heaven (1999)
- Vera Causa (2001)
- The Burning Season (2003)
- Ankoku Butoh (2009)